# Cortil
Cortil is een dorp in de Belgische provincie Waals-Brabant. Samen met Noirmont vormt het Cortil-Noirmont, een deelgemeente van Chastre. Cortil ligt net ten zuiden van Noirmont, waarmee het vergroeid is.

## Geschiedenis
Op de Ferrariskaart uit de jaren 1770 is de plaats aangeduid als Courtil, net ten zuiden van Noirmont. Op het eind van het ancien régime werd Cortil een gemeente, maar deze werd al in 1822 opgeheven en met Noirmont verenigd in de nieuwe gemeente Cortil-Noirmont.

## Bezienswaardigheden
- De Onze-Lieve-Vrouwekerk (Église Notre Dame) is een neogotisch bouwwerk van 1899-1904.
- De Moulin de Cortil is een bovenslagmolen op de Orne.

## Natuur en landschap
Cortil ligt aan de Orne die noordwaarts stroomt. De hoogte aan de kerk bedraagt 145 meter.

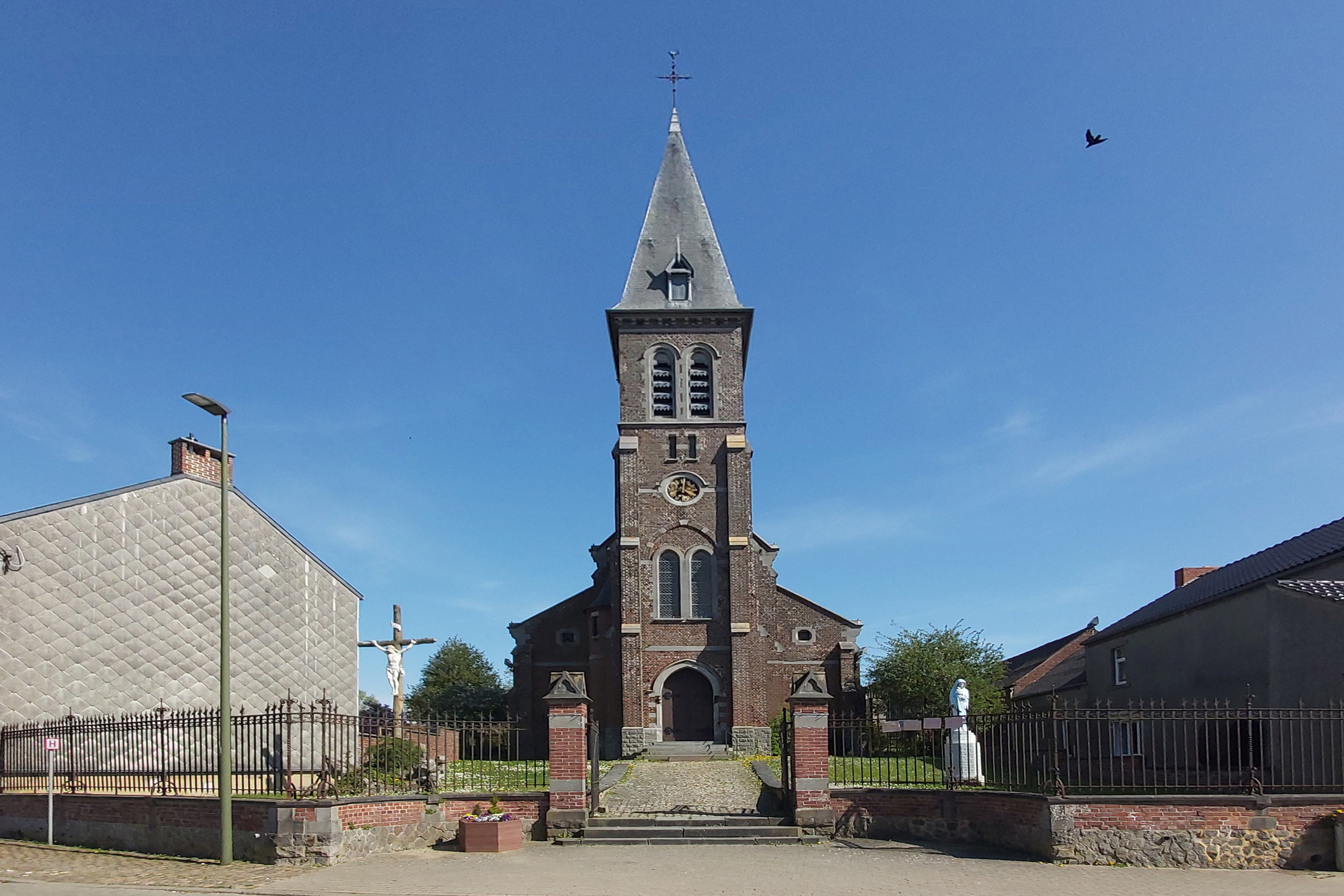
Eglise Notre Dame à Cortil

## Nabijgelegen kernen
Noirmont, Saint-Géry, Corroy-le-Château, Grand-Manil
Deelgemeenten: Chastre-Villeroux-Blanmont · Cortil-Noirmont · Gentinnes · Saint-Géry

Overige plaatsen: Blanmont · Chastre · Cortil · Noirmont · Villeroux

Belgische gemeenten · Arrondissement Nijvel · Waals-Brabant · Wallonië